# Agathis dammara
Agathis dammara ist eine Pflanzenart aus der Familie der Araukariengewächse (Araucariaceae). Sie ist in Indonesien und auf den Philippinen und möglicherweise auch in Vietnam und auf Neuguinea heimisch.

## Beschreibung

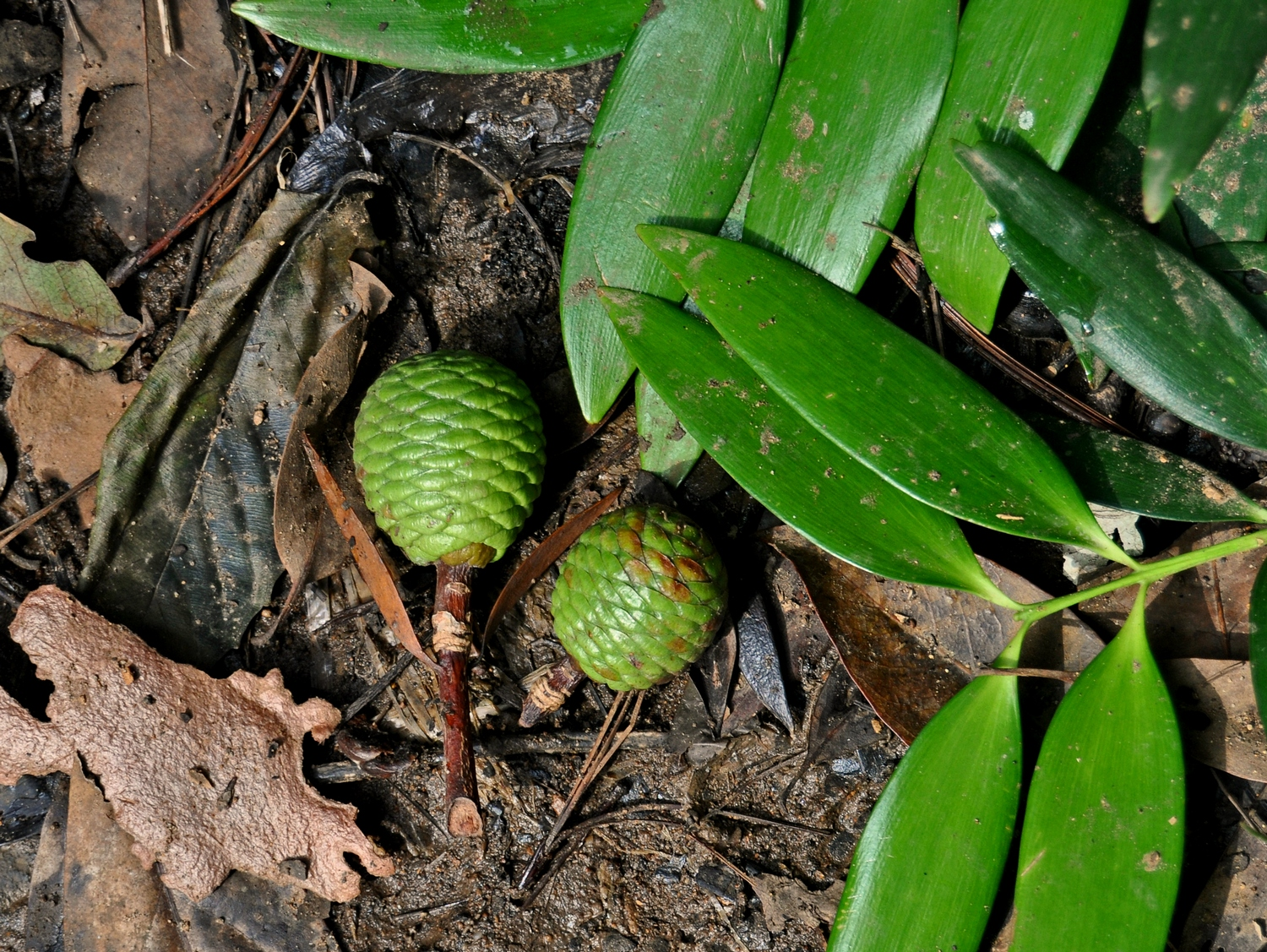
Blätter und unreife Zapfen

Agathis dammara wächst als immergrüner Baum, der Wuchshöhen von bis zu 60 Metern und Brusthöhendurchmesser von bis zu 1,8 Metern erreichen kann. Ausgewachsene Bäume haben einen langen, unbeasteten Stamm, der in einer hohen und breiten Krone aus großen, steifen Ästen endet. Die fein gewarzte oder leicht schuppige und mit zahlreichen Harzblasen versehene bis raue und abblätternde Stammborke ist von grau über rotgrau und hellbraun bis hin zu schwarz gefärbt. In der Borke können Epiphyten wachsen.
Die annähernd gegenständig an den Zweigen angeordneten, dicken und ledrigen Blätter sind hell- bis dunkelgrün gefärbt. Die Blätter von jungen Bäumen sind bei einer Länge von 7 bis 13 Zentimetern und einer Breite von 3 bis 3,5 Zentimetern lanzettförmig geformt und haben eine zugespitzte Blattspitze. Ältere Bäume haben Blätter, die bei einer Länge von 4 bis 8 Zentimetern und einer Breite von 1,5 bis 3 Zentimetern länglich oval geformt sind und eine abgerundete Blattspitze haben. Sowohl bei alten als auch bei jungen Bäumen sind die Blätter allerdings sehr variabel und es können am selben Baum verschiedenste Blattformen und Färbungen auftreten.
Die einzelständigen männlichen Blütenzapfen stehen an einen kräftigen Stiel und sind anfangs bei einer Länge von 1,2 bis 2 Zentimetern und einer Dicke von 0,6 bis 0,8 Zentimetern zylindrisch geformt. Zur Blütezeit sind sie dunkelbraun gefärbt und werden 3 bis 4 Zentimeter lang und rund 1 Zentimeter dick. Die kugeligen bis eiförmigen weiblichen Zapfen werden 5,5 bis 12 Zentimeter lang und 5 bis 7,8 Zentimeter dick. Sie bestehen aus annähernd dreieckig geformten Zapfenschuppen. Die annähernd eiförmigen Samenkörner sind bis zu 1,5 Zentimeter lang. Sie besitzen zwei Flügel, der längere Flügel ist bis zu 1,3 Zentimeter lang.

## Verbreitung und Standort
Das natürliche Verbreitungsgebiet von Agathis dammara umfasst Teile Indonesiens und der Philippinen sowie möglicherweise auch einige Standorte in Vietnam und auf der Insel Neuguinea. In Indonesien kommt die Art auf Borneo, Java, Sulawesi, Sumatra sowie auf den Molukken vor. Die Berichte über Vorkommen in Vietnam und auf Neuguinea könnten auf mögliche Verwechslungen mit anderen Arten der Gattung Agathis zurückzuführen sein.
Agathis dammara gedeiht in Höhenlagen von 200 bis 2500 Metern. Diese Art wächst in Regenwäldern, vor allem auf flachgründigen, felsigen Böden, die sich auf Kalkstein entwickelten sowie auf podsolisierten Sandböden. Mischbestände werden vor allem mit Buchen- und Flügelfruchtgewächsen gebildet.
Agathis dammara wird in der Roten Liste der IUCN als „gefährdet“ eingestuft. Als Hauptgefährdungsgründe werden die Übernutzung der Bestände zur Gewinnung von Holz und Harz sowie die Zerstörung der natürlichen Standorte genannt. Auf den Philippinen ist es verboten Agathis dammara zu fällen, es kommt aber immer wieder zu illegalen Fällungen. Der Gesamtbestand gilt als rückläufig.

## Nutzung

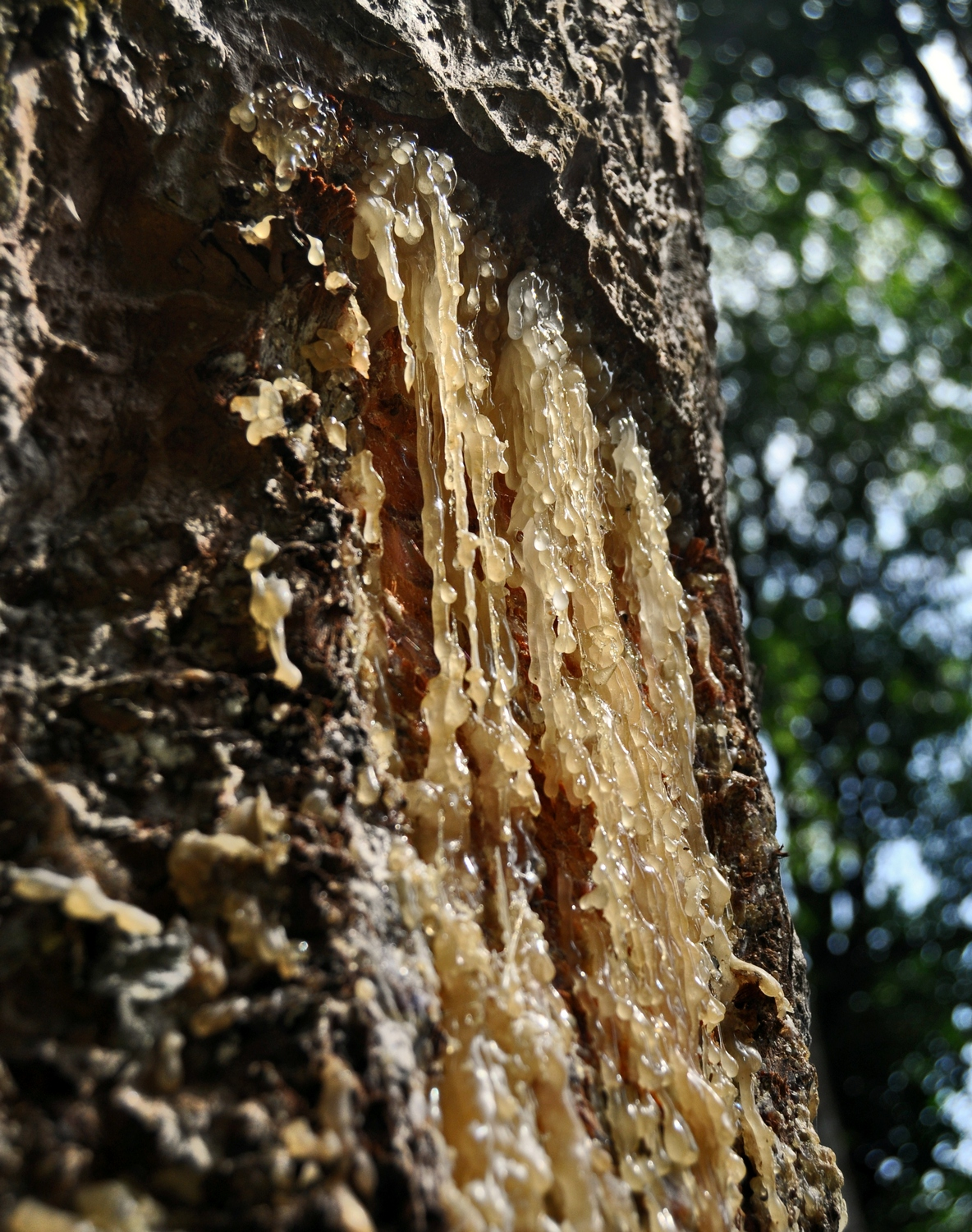
Das Harz von Agathis dammara, welches auch als Copal genutzt wird

Das hochwertige Holz von Agathis dammara wird genutzt. In der Vergangenheit wurde auch Copal aus den Bäumen gewonnen. In jüngerer Zeit wurden dazu Plantagen angelegt.

## Systematik
Agathis dammara wird innerhalb der Gattung der Kauri-Bäume (Agathis ) der Sektion Agathis zugeordnet.
Die Erstbeschreibung als Pinus dammara erfolgte 1803 durch Aylmer Bourke Lambert in A Description of the Genus Pinus, Band 1, Seite 61. Louis Claude Marie Richard und Achille Richard überführten im Jahr 1826 die Art in Commentatio botanica de Conifereis et Cycadeis, Seite 83 als Agathis dammara in die Gattung Agathis. Dieselbe Kombination war aber schon vorher 1823 durch Jean Louis Marie Poiret in Jean-Baptiste de Lamarck, Tableau encyclopédique et méthodique des trois règnes de la nature. Botanique, vol. 6: p. 711 (1823) durchgeführt worden. Synonyme für Agathis dammara (Lamb.) Poir. sind Agathis alba (Rumph. ex Hassk.) Foxw., Agathis celebica Warburg, Agathis loranthifolia Salisb., Agathis philippensis Warb. und Dammara alba Rumph. ex Hassk.